# Talhütte Zwieselstein
Die Talhütte Zwieselstein, auch Talherberge Zwieselstein, ist eine Schutzhütte der Kategorie II der Sektion Regensburg des Deutschen Alpenvereins auf 1472 m ü. A. Sie liegt in der Söldener Ortschaft Zwieselstein im österreichischen Bundesland Tirol im Ötztal zwischen Sölden und Gurgl am Europäischen Fernwanderweg E5.

## Geschichte
Die Hütte wurde 1925/26 von der Sektion Hamburg des DuOeAV erbaut. Die Sektion Regensburg unter dem Vorsitz von Toni Putz erwarb die Talhütte 1991/92 von der Sektion Hamburg. Die Hütte war ursprünglich nur für den Sommerbetrieb vorgesehen, so dass die Sektion Regensburg grundlegende Umbaumaßnahmen plante und umsetzte, um aus der Talherberge eine ganzjährige Selbstversorgerhütte zu machen, unter der Leitung des damaligen Hüttenwarts und Bauingenieurs Georg Hierl. Die Hüttenwirtin Jutta Fender betreute die Talherberge von 1991 bis 2024.

## Allgemeines
Die Hütte verfügt über 17 Betten in Zimmerlagern und 18 Lagerplätze verteilt auf zwei Lager, einen Aufenthaltsraum und eine Selbstversorgerküche. Die Hütte eignet sich als Ausgangspunkt für Wanderungen, Klettertouren und Klettersteigbegehungen sowie für Ski- und Schneeschuhtouren und aufgrund der Nähe zu den Skigebieten Sölden und Obergurgl-Hochgurgl zum Skifahren.

## Übergänge zu anderen Hütten
- Braunschweiger Hütte, 2759 m
- Brunnenkogelhaus, 2738 m
- Hildesheimer Hütte, 2899 m
- Hochstubaihütte, 3173 m
- Fieglhütte, 1956 m
- Siegerlandhütte, 2710 m

## Touren
- Gaislachalm/Löplealm, 2040 m, 2,25 Std., mittelschwierig
- Pillersee, 1800 m, 1,75 Std., mittelschwierig
- Brunnenkogel, 2775 m, 4,75 Std., mittelschwierig
- Nederkogel, 3163 m, 6 Std., mittelschwierig
- Gaislachkogel, 3056 m, 6 Std., mittelschwierig